# William of Raleigh
William of Raleigh (auch William de Raleigh, de Ralegh oder de Raley) († 1. September 1250 in Tours) war ein englischer Geistlicher und Richter. Er stieg bis 1234 zum obersten englischen Richter auf. 1239 wurde er Bischof von Norwich, ehe er 1243 Bischof von Winchester wurde. Er gilt als einer der führenden Juristen im England des 13. Jahrhunderts.

## Herkunft und Aufstieg zum Richter
William of Raleigh stammte aus einer angesehenen Familie der Gentry, von der mehrere Zweige in Devon lebten. Dies führt zu gelegentlichen Verwechslungen, darunter mit einem anderen William of Raleigh, der zwischen 1225 und 1228 als Sheriff von Devon sowie als Richter diente. Raleigh hatte einen vermutlich jüngeren Bruder namens Robert, der ihm später bei Gericht diente, doch wohl 1236 starb. William of Raleigh trat als Geistlicher in die Dienste von König Johann Ohneland, der ihm 1212 die Einkünfte der Kirche von Bratton Fleming in Devon gewährte. Spätestens 1214 diente Raleigh als Schreiber am königlichen Gerichtshof. Nach dem Ende des Ersten Kriegs der Barone wird er zwischen 1219 und 1229 erneut oft als Schreiber am Court of Common Bench erwähnt. Spätestens ab 1225 stand er im persönlichen Dienst des Richters Martin of Pattishall, den er auf mehreren Gerichtsreisen begleitete, darunter von 1226 bis 1227 nach Nordengland. Bei dieser Gelegenheit diente er auch als Steuerschätzer in Cumberland und Westmorland. Im Mai 1229 stieg Raleigh als Nachfolger von Pattishall zum Richter am Common Bench auf. Dabei wurde er nach Stephen of Seagrave als ranghöherer Richter vor Robert of Lexinton bezeichnet, obwohl dieser bereits wesentlich länger als Richter gedient hatte. Sein persönlicher Schreiber wurde vor Herbst 1230 Roger of Thirkleby, der später ebenfalls zum Richter aufstieg.

## Oberster Richter von England
Ab 1229 leitete Raleigh Gerichtsreisen in Middlesex und weiteren Grafschaften. Zu Michaelis 1233 löste er Thomas of Moulton als Chief Justice of the Common Bench ab. Als im Mai 1234 der königliche Justiciar Stephen of Segrave gestürzt wurde, besetzte König Heinrich III. dieses Amt nicht erneut. Stattdessen verteilte er den Großteil der Aufgaben des Justiciars auf andere Ämter. Das Amt des Senior Justice am Court of King’s Bench übernahm zwischen dem 25. und 27. Mai 1234 Raleigh, der damit die Leitung dieses neu eingerichteten obersten Gerichtshof von England übernahm und dafür die Leitung des Common Bench aufgab. Am King’s Bench blieb Raleigh der einzige Berufsrichter, der bei Verhandlungen von Stewards of the Household wie John fitz Geoffrey und anderen Mitglieder des königlichen Rates als Richter unterstützt wurde. Vor 1238 wurde Henry de Bracton sein neuer persönlicher Schreiber, wohl nachdem Thirkleby 1235 oder 1236 geheiratet hatte. Vermutlich war Raleigh der Autor, aber wenigstens der Auftraggeber der Abhandlung De legibus et consuetudinibus Angliae, die auch Henry de Bracton zugeschrieben wird. Die auch als Bracton’s Notebook bekannte Abhandlung führt eine Reihe von juristischen Neuerungen auf, die während Raleighs Amtszeit als oberster Richter eingeführt wurden, beispielsweise die 1237 erfolgte Definition der Blutsverwandtschaft. Der König belohnte Raleighs Dienste mit mehreren geistlichen Ämtern und Pfründen. Bereits 1220 hatte er die Einkünfte der Kirche von Blatherwycke in Northamptonshire erhalten. 1231 erhielt er die Kirche von Whaplode in Lincolnshire, und vor 1234 wurde er Schatzmeister der Kathedrale von Exeter.

## Führender Vertrauter des Königs
Raleigh diente nun nicht nur als Richter, sondern auch als Vertrauter und Ratgeber von Heinrich III. Anscheinend war er vor allem zwischen 1236 und 1239 der wichtigste Ratgeber des Königs. In dieser Zeit versuchte der König, mit dem Statute of Merton von 1236 sowie mit weiteren Reformen der Justiz und des Finanzwesens die königliche Verwaltung zu verbessern. Raleigh war offensichtlich für mehrere dieser Reformen verantwortlich. Im Frühjahr 1237 diente er während eines Parlaments als Sprecher des Königs. Das Parlament bewilligte schließlich die Erhebung einer Steuer des Dreizehnten, die 1237 auf den 13. Teil des beweglichen Besitzes erhoben wurde. Durch die Revolte von Richard von Cornwall gegen seinen Bruder im Januar 1238 wurde jedoch Raleighs Einfluss geschwächt. Ab August 1238 nahm sein Einfluss auf den König weiter ab. Der König wünschte sich Wilhelm von Savoyen, einen Onkel von Königin Eleonore, als neuen Bischof der Diözese Winchester. Die Mönche des Kathedralpriorats von Winchester wollten aber nach dem Tod von Bischof Peter des Roches nicht erneut einen aus dem Ausland stammenden Bischof. Zur Verärgerung des Königs wählten sie Raleigh. Der König weigerte sich, die Wahl zu bestätigen und zwang die Mönche zur Wiederholung der Wahl in seiner Anwesenheit. Offiziell hatten die Mönche die Wahl von Wilhelm von Savoyen abgelehnt, weil er eher ein Krieger als ein Geistlicher sei, worauf der König ihnen antwortete, dass Raleigh mit seinen Worten als Richter mehr Menschen getötet hätte als andere mit dem Schwert. Diese Demütigung führte möglicherweise mit dazu, dass sich Raleigh aus der Regierung zurückzog. Um den 24. Februar 1239 wurde er zum Bischof des Bistums Coventry und Lichfield gewählt, doch diese Wahl nahm er nicht an. Erst die Wahl zum Bischof der Diözese Norwich im April 1239 akzeptierte er. Vermutlich vor dem 15. Mai 1239 beendete er seine Tätigkeit als Richter und zog sich vom Königshof zurück. Als Bischof legte er auch seine bisherigen geistlichen Ämter und Pfründen nieder. Um den 4. Juni wurden ihm die Temporalien der Diözese übergeben.

## Bischof von Norwich und erneute Wahl zum Bischof von Winchester
Trotz des Konflikts über die Wahl zum Bischof von Winchester stand Raleigh nun wieder in der Gunst des Königs. Bei der Taufe des Thronfolgers Eduard im Juni 1239 erhielt er einen Ehrenplatz, und 1240 diente er als Unterhändler bei Verhandlungen mit dem walisischen Fürsten Dafydd ap Llywelyn. Dann widmete sich Raleigh aber offensichtlich der Verwaltung seiner Diözese. Er bestrafte jüdische Einwohner, die beschuldigt wurden, einen Ritualmord an einem christlichen Jungen begannen zu haben. 1241 wünschten ihn die Mönche des Kathedralpriorats der immer noch vakanten Diözese Winchester erneut als Bischof, da sie den neuen königlichen Kandidaten Bonifatius von Savoyen ablehnten. Der König drängte Raleigh daraufhin, auf eine Kandidatur zu verzichten. Doch diesmal wollte Raleigh die Wahl annehmen, worauf sich der König an den Papst wandte. Im September 1243 bestätigte Papst Innozenz IV. schließlich in einer Bulle die Wahl von Raleigh zum Bischof von Winchester, woraufhin Raleigh bei Heinrich III. in Ungnade fiel. Er verhängte über Winchester das Interdikt und flüchtete nach Frankreich, wo ihn König Ludwig IX., der erst wenige Monate zuvor mit Heinrich III. Krieg geführt hatte, freundlich aufnahm. Erst 1244 gab Heinrich III. auf Betreiben von Bonifatius, der inzwischen Erzbischof von Canterbury geworden war, nach und erlaubte Raleigh, sein Amt als Bischof von Winchester anzutreten. Durch die hohen Kosten des Rechtsstreits sowie durch die mehrjährige Verwaltung durch königliche Vertreter war die eigentlich reiche Diözese Winchester jedoch inzwischen finanziell ruiniert worden.

## Bischof von Winchester
Als Bischof von Winchester blieb Raleigh weiterhin politisch aktiv. Nachdem er zum Bischof geweiht worden war, nahm er wieder an den königlichen Ratsversammlungen teil. 1244 gehörte er einem gemeinsamen, zwölfköpfigen Ausschuss von Bischöfen und Magnaten an, die über die Bitte des Königs nach einer Geldbewilligung durch das Parlament beriet. Letztlich verlangte der Ausschuss vom König im Gegenzug für eine Geldbewilligung Zugeständnisse, die wiederum Heinrich III. nicht erfüllen wollte. Seinem ehemaligen Schreiber Bracton, der ihn mehrfach in Winchester besuchte, blieb er verbunden. 1245 nahm Raleigh am Konzil von Lyon teil. Dort erreichte Raleigh, dass Bracton einen Dispens erhielt, der ihm erlaubte, mehrere Pfründen zugleich zu besitzen. 1246 verbrachte Heinrich III. Weihnachten in Winchester und söhnte sich bei dieser Gelegenheit mit Raleigh aus. Im November 1249 zog sich Raleigh mit einem kleinen Gefolge nach Frankreich zurück, wo er im kommenden Jahr starb.